# Eparchia zahumsko-hercegowińska i nadmorska
Eparchia zahumsko-hercegowińska i nadmorska – jedna z eparchii Serbskiego Kościoła Prawosławnego, na terenie zachodniej Bośni i Hercegowiny i południowo-wschodniej Chorwacji. Tradycyjną siedzibą eparchii był Mostar. Rezydencja biskupia i sobór katedralny w tym mieście zostały zniszczone w czasie wojny w Bośni i Hercegowinie. Od tego czasu siedzibą biskupów jest monaster Tvrdoš w pobliżu Trebinje.

## Historia
Chrześcijaństwo na terenie eparchii głosili w I wieku św. Paweł i jego uczeń Tytus. Szerzej zakrojona chrystianizacja miejscowej ludności miała miejsce między VII a IX wiekiem, brali w niej udział uczniowie i kontynuatorzy dzieła Cyryla i Metodego – Apostołowie Bułgarii. Samodzielne biskupstwo obejmujące terytorium Ziemi Humskiej (Zahumlja) zostało utworzone przez św. Sawę w 1219, po uzyskaniu autokefalii przez Arcybiskupstwo Serbskie. Początkowo nosiło nazwę eparchii humskiej, w kolejnych latach jest określane w źródłach także jako biskupstwo zahumskie, hercegowińskie, trebińskie oraz hercegowińsko-zahumskie.
W Bośni Tvrtka I dawna eparchia humska stała się administraturą obejmującą całe terytorium państwa bośniackiego, zaś siedzibą biskupa był monaster Mileševa. Po zajęciu Hercegowiny przez Turków biskupi przenieśli się do monasteru Tvrdoš. W tym też okresie (nie ustalono dokładnej daty) doszło do podziału administratury na milešewską (petrowską, podhercegowacką) oraz trebińską, który utrzymał się do traktatu belgradzkiego w 1739. W XVIII w., po zniszczeniu monasteru Tvrdoš, nową rezydencją biskupią został monaster Duži. W 1766, kiedy Patriarchat Serbski z siedzibą w Peći został zlikwidowany przez władze tureckie, eparchię zahumsko-hercegowińską włączono w struktury Patriarchatu Konstantynopolitańskiego i do 1888 kolejnymi ordynariuszami eparchii byli Grecy. Również w 1766 siedzibą metropolitów zahumsko-hercegowińskich stał się Mostar.
W 1920, po powstaniu Królestwa SHS, z czym wiązało się zjednoczenie w jednym Serbskim Kościele Prawosławnym wszystkich serbskich administratur prawosławnych dotąd pozostających w różnych jurysdykcjach, eparchia zahumsko-hercegowińska znalazła się w jurysdykcji Patriarchatu Serbskiego i otrzymała honorowe trzecie miejsce wśród jego eparchii.
W czasie II wojny światowej terytorium eparchii znalazło się w granicach marionetkowego Niezależnego Państwa Chorwackiego, prowadzącego agresywną politykę antyserbską i antyprawosławną. Zniszczonych lub uszkodzonych zostało wówczas 19 cerkwi w eparchii, jak również 12 bibliotek i 21 archiwów cerkiewnych. Jeszcze większe straty administratura poniosła podczas wojny w Bośni i Hercegowinie, podczas której zburzonych zostało 36 świątyń, kolejnych 28 – poważnie uszkodzonych. Wśród zburzonych budowli sakralnych był katedralny sobór Trójcy Świętej w Mostarze razem z rezydencją biskupią.

### XXI w.

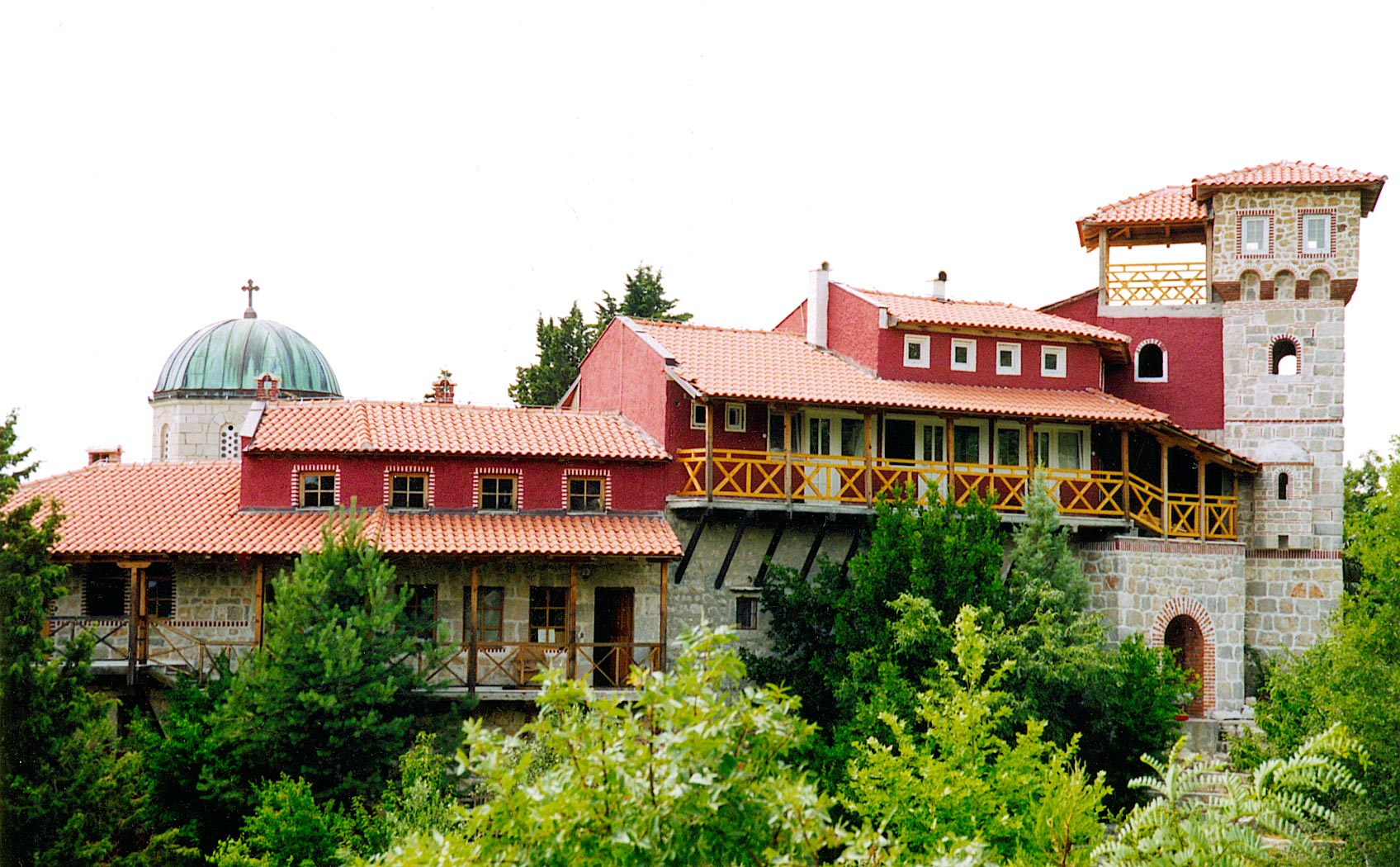
Monaster Tvrdoš

Obecnie (XXI w.) eparchia zahumsko-hercegowińska prowadzi 34 parafie, do których należy ok. 100 tys. wiernych. Największym skupiskiem ludności prawosławnej jest region Trebinje, w którym zamieszkuje ponad 1/3 wszystkich wiernych administratury. W strukturach eparchii działają następujące klasztory:
- monaster Tvrdoš, męski[2]
- monaster Zavala, męski[3]
- monaster Žitomislić, męski[4]
- monaster Zubci, męski[5]
- monaster Duži, żeński[6]
- monaster Dobrićevo, żeński[7]
- monaster Świętych Piotra i Pawła u Petropavlovom Polju, żeński[8]
- Hercegowińska Gračanica[9]

## Biskupi zahumscy[1]
- Hilarion, 1219
- Sawa II, do 1264
- Eustacjusz, ok. 1300
- Jan, ok. 1305
- Daniel, 1316–1324
- Stefan, 1324–?
- nieznany z imienia, 1377
- Dawid, 1466–1471
- Jan II, 1508–1513
- Wissarion I
- Marek, 1524
- Maksym, 1532
- Nikanor, 1546
- Antoni, 1570
- Sawwacjusz, 1573–1578
- Wissarion II, 1582
- Sylwester, 1602
- Leoncjusz 1605–1611
- Symeon, 1615–1630
- Bazyli (Jovanović), 1639–1649
- Arseniusz, 1654
- Filoteusz, 1741–1751
- Auksencjusz), 1751–1760
- Antym, 1766–1772
- Ananiasz, 1772–1802
- Jeremiasz, 1803–1815
- Józef, 1816–1835
- Prokopiusz I, 1837–1838[10].

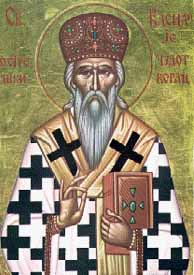
Bazyli (Jovanović), kanonizowany jako Bazyli Ostrogski był ordynariuszem eparchii od 1639 do 1649

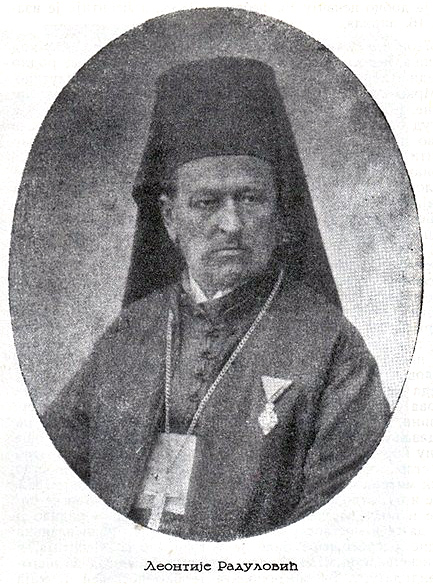
Leoncjusz (Radulović), pierwszy serbski biskup zahumsko-hercegowiński w XIX w.

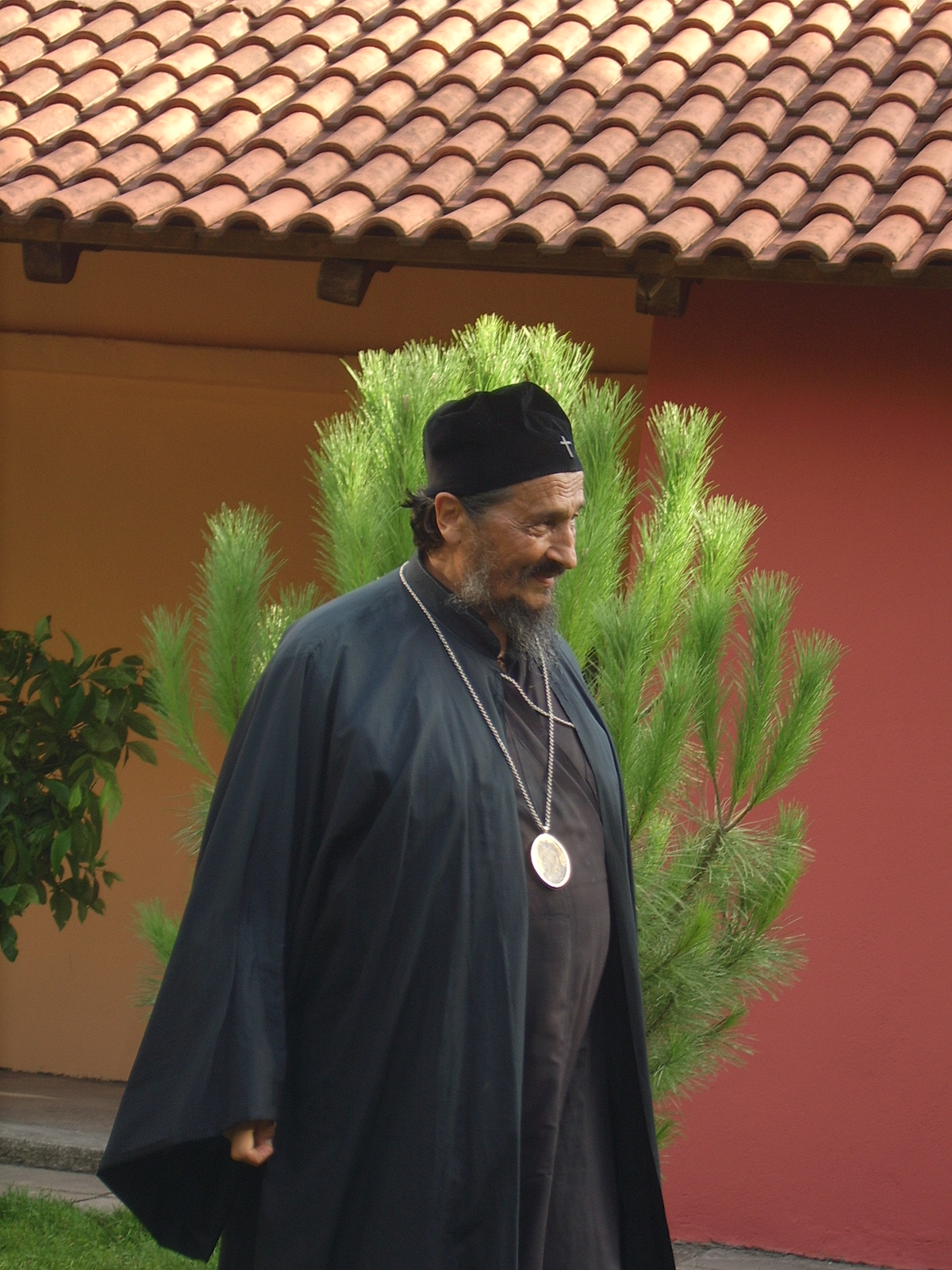
Atanazy (Jevtić) kierował eparchią zahumsko-hercegowińską podczas wojny w Bośni i Hercegowinie

- Auksencjusz (Czeszmedżijew), 1838–1848[10]
- Józef, po raz drugi, 1848–1854
- Grzegorz, 1855–1860
- Prokopiusz, 1864–1875
- Ignacy, 1875–1888
- Leoncjusz (Radulović), 1888
- Serafin (Perović), 1889–1903
- Piotr (Zimonjić), 1903–1920
- Jan (Ilić), 1926–1931
- Symeon (Stanković), 1932–1934
- Tichon (Radovanović), 1934–1939
- Mikołaj (Jokanović), 1940–1943
- Longin (Tomić), 1951–1955
- Władysław (Mitrović), 1955–1991
- Atanazy (Jevtić), 1992–1995
- Grzegorz (Durić), 1995–2018[11]
- Dymitr (Rađenović), od 2018